# Muzeum Guggenheima w Nowym Jorku
Muzeum Guggenheima (ang. Solomon R. Guggenheim Museum) – muzeum sztuki współczesnej położone w Upper East Side na Manhattanie, dzielnicy Nowego Jorku, w Stanach Zjednoczonych. Mieści się tutaj sławna kolekcja malarstwa impresjonistycznego, postimpresjonistycznego, wczesnego modernizmu i sztuki współczesnej, ponadto odbywają się tutaj różnego rodzaju czasowe wystawy sztuki. Obecny budynek muzeum został zaprojektowany przez Franka Lloyda Wrighta i stanowi on jeden z ważniejszych obiektów XX-wiecznej architektury.
Muzeum zostało otwarte 21 października 1959, jako drugie muzeum utworzone przez Fundację Solomona R. Guggenheima. W pierwszym dziesięcioleciu XXI wieku budynek przeszedł szeroką, trwającą trzy lata renowację.

## Historia

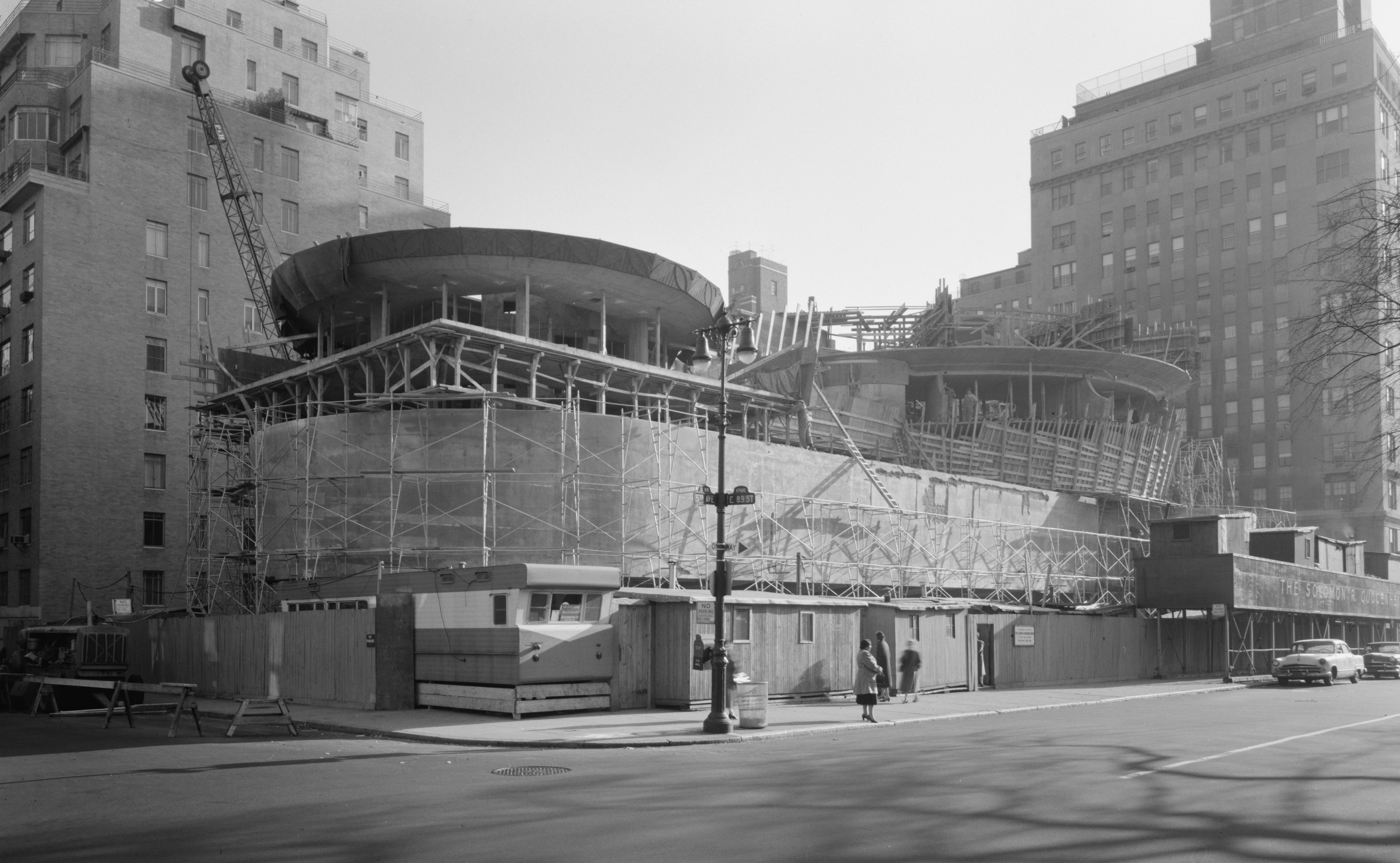
Muzeum w budowie, listopad 1957

Solomon Guggenheim rozpoczął kolekcjonowanie dzieł sztuki abstrakcyjnej w 1929. Jego doradczynią była niemiecka malarka Hilla von Rebay. Początkowo Guggenheim wystawiał kolekcję w swoim mieszkaniu, jednak ze względu na stale rosnącą liczbę obiektów w 1937 założył Fundację Solomona R. Guggenheima, której celem było gromadzenie, przechowywanie i badanie sztuki współczesnej.
W 1939 powstało pierwsze muzeum utworzone przez fundację, noszące nazwę Muzeum Malarstwa Nieprzedstawiającego (The Museum of Non-Objective Painting), które mieściło się w wynajętych pomieszczeniach przy 24 East Fifty-Fourth Street w Nowym Jorku. W muzeum wystawiano prace artystów, takich jak: Rudolf Bauer, Hilla von Rebay, Wassily Kandinsky i Piet Mondrian. Guggenheim nieprzerwanie gromadził prace kolejnych artystów (Marc Chagall, Robert Delaunay, Fernand Léger, Amedeo Modigliani, Pablo Picasso); kolekcja szybko rozrosła się do rozmiarów przekraczających możliwości muzeum, dlatego w 1944 Rebay i Guggenheim napisali list do Franka Lloyda Wrighta z prośbą o zaprojektowanie nowej siedziby muzeum. Zaprojektowanie muzeum zajęło Wrightowi 15 lat. W tym czasie Rebay szukała miejsca, w którym miał powstać budynek. Ostatecznie został on zbudowany na rogu 89th Street i Fifth Avenue. Muzeum otwarto jesienią 1959, dziesięć lat po śmierci Solomona Guggenheima i sześć miesięcy po śmierci Franka Lloyda Wrighta.

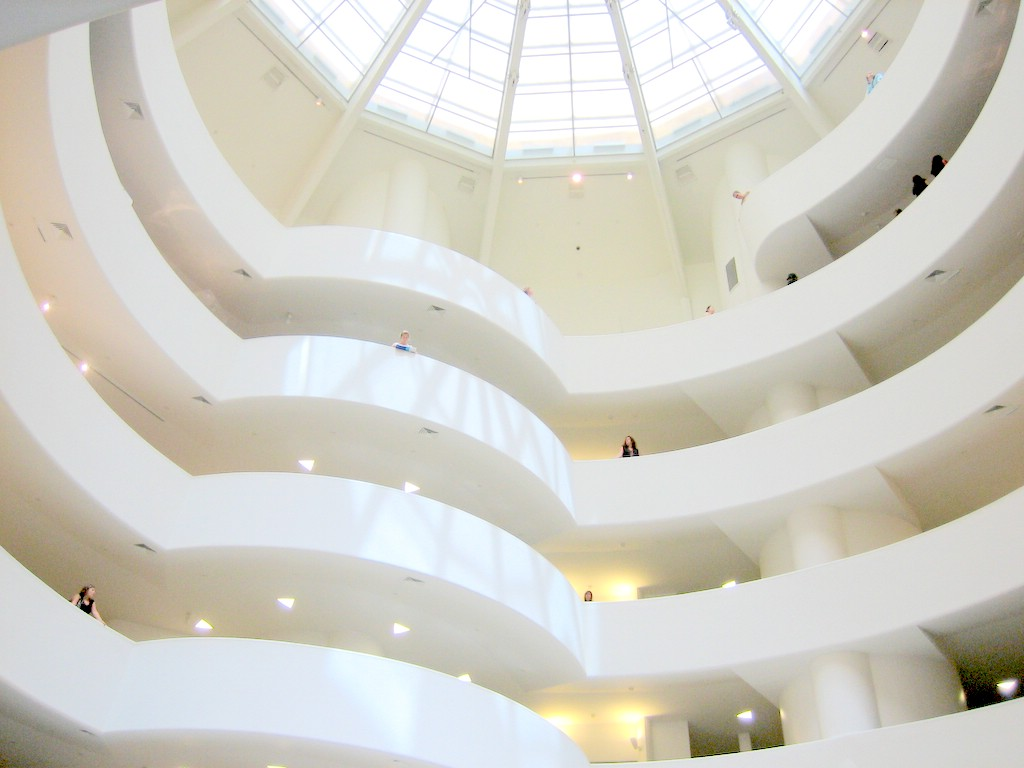
Wnętrze budynku

Gmach, będący ostatnim wielkim dziełem Wrighta, spolaryzował krytyków. Od strony ulicy przypomina cylindrycznie zwiniętą, białą wstęgę, nieco szerszą na górze niż na dole. Spirala zwieńczona jest szklaną kopułą. Wygląd budynku różni się zasadniczo od większości typowej zabudowy Manhattanu otaczającej muzeum. Było to zamierzeniem Wrighta, który chciał by pobliskie Metropolitan Museum of Art wyglądało w porównaniu z jego projektem jak „protestancka stodoła”. Wnętrze muzeum ma kształt wznoszącej się spirali. Obrazy wystawiane są na ścianach spirali, a także na dodatkowych poziomach.

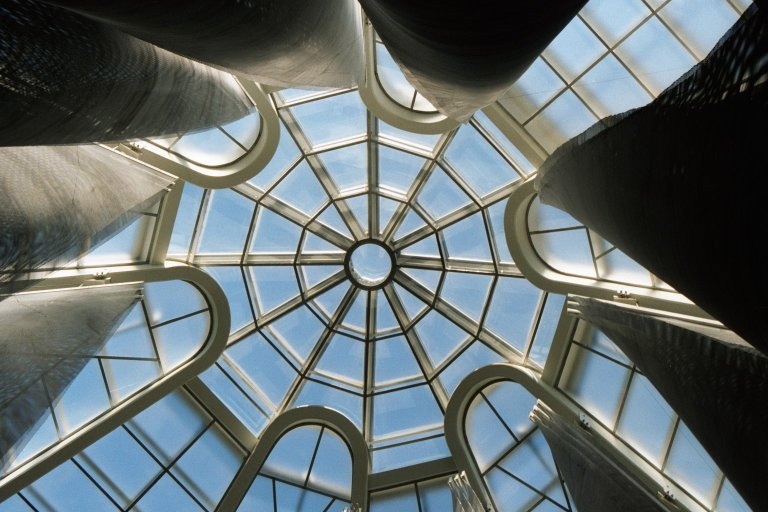
Świetlik w centralnej części budynku

Krytyka dotyczyła słabego oświetlenia wewnątrz budynku i problemów z prawidłową ekspozycją dzieł, wystawianych w płytkich niszach bez okien, umieszczonych wokół tworzącego spiralę przejścia. Pomimo tego, że wnętrze oświetlone jest przez duży świetlik, nisze zacienione są przez przejście, co w dużej mierze powoduje konieczność oświetlania dzieł sztuki sztucznym światłem. Ściany nisz nie są idealnie pionowe i płaskie (większość jest nieco wklęsłych), co powoduje, że wiszące płótna odstają od ścian. Ograniczona ilość miejsca w niszach każe z kolei umieszczać większość rzeźb na cokołach pośrodku przejścia. Przed otwarciem muzeum dwudziestu jeden artystów (w tym Willem de Kooning i Robert Motherwell) podpisało listowny protest przeciwko wystawianiu ich dzieł w taki sposób.
W 1992 do budynku dobudowano wieżę w kształcie prostopadłościanu, wyższą od zaprojektowanej przez Wrighta spirali, autorstwa Gwathmey Siegel & Associates Architects. Do tego czasu gmach muzeum zyskał status ikony, tym samym zmiana oryginalnego projektu Wrighta była powodem wielu kontrowersji.
W październiku 2005 wieloletnia kustosz muzeum, Lisa Dennison, została mianowana jego dyrektorem. W lipcu 2007 Dennison zrezygnowała z tego stanowiska na rzecz pracy w domu aukcyjnym Sotheby’s. Obecnie dyrektorem muzeum jest Richard Armstrong, który wcześniej był dyrektorem Carnegie Museum of Art w Pittsburghu.
Jedynym polskim artystą, który miał wystawę w Muzeum Guggenheima, był Wojciech Fangor. Wystawa odbyła się w 1970 i pokazano na niej 37 nowatorskich płócien artysty.

### Prace renowacyjne w latach 2005–2008
W okresie od września 2005 do lipca 2008 Muzeum Guggenheima było poddane pracom renowacyjnym, dotyczącym zewnętrznej części budynku.
W pierwszej fazie projektu grupa ekspertów poddała ocenie generalny stan budynku, na co składało się:
- usunięcie 11 warstw farby, co doprowadziło do ujawnienia wielu pęknięć powstałych na przełomie lat, spowodowanych głównie wahaniami temperatury,
- szczegółowy monitoring wybranych pęknięć w ciągu 17 miesięcy,
- badanie betonu za pomocą fal dźwiękowych, pozwalających na wykrycie pustych przestrzeni wewnątrz ścian,
- laserowe pomiary wewnętrznych i zewnętrznych powierzchni,
- wykonanie wierceń w celu zgromadzenia próbek użytego przy budowie betonu i innych materiałów konstrukcyjnych,
- testowanie potencjalnych materiałów remontowych.

Duża część wnętrza budynku została odnowiona podczas rozbudowy muzeum wykonanej w 1992 przez Gwathmey Siegel and Associates Architects. Prace z lat 2005–2008 dotyczyły przede wszystkim zewnętrznej części budynku. Remont dotyczył również świetlików, okien, drzwi i fasad. Celem było wykonanie koniecznych napraw przy jednoczesnym zachowaniu gmachu w stanie jak najbardziej zbliżonym do oryginalnego.

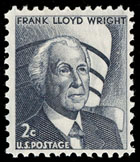
Znaczek amerykański z 1966 przedstawiający Franka Lloyda Wrighta z gmachem muzeum w tle

22 września 2008 burmistrz Nowego Jorku Michael Bloomberg był gospodarzem uroczystości, które odprawiono z okazji zakończenia remontu. Punktem kulminacyjnym tych uroczystości było przedstawienie po zapadnięciu zmroku projektu zatytułowanego For the Guggenheim autorstwa Jenny Holzer, polegającego m.in. na projekcji świetlnej na nowo odrestaurowanej fasadzie muzeum.

## Muzeum w kulturze masowej
Gmach muzeum pojawia się w filmach Matthew Barneya, takich jak Cremaster, Downtown 81, czy przede wszystkim The International, w którym główna strzelanina ma miejsce w muzeum Guggenheima (w rzeczywistości na potrzeby filmu zbudowano replikę budynku). Budynek zaprojektowany przez Franka Lloyda Wrighta pojawiał się wielokrotnie na okładce "New Yorkera" czy w publikowanych przez niego komiksach. Główna bohaterka filmu Pewnego razu w Rzymie jest kustoszem muzeum Guggenheima.